# Андреянов, Василий Александрович
Василий Александрович Андреянов (1884 — 23 марта 1938, Париж) — полковник, лётчик, участник Первой мировой войны и Белого движения. Персонаж, один из героев романа донского писателя Михаила Шолохова «Тихий Дон» (Книга четвёртая. Часть седьмая. Глава XV).

## Биография
Родился Василий Александрович Андреянов в 1884 году. Получил образование, окончил: Императора Александра II кадетский корпус, Николаевское инженерное училище, в 1913 году — Офицерскую воздухоплавательную и Гатчинскую авиационную школу (в том числе и теоретические авиационные курсы при Санкт-петербургском политехническом институте), Офицерскую артиллерийскую школу. В. А. Андреянов — участник Первой мировой войны, Белого движения и похода Яссы-Дон. В 1914 году Андреянов — штабс-капитан, был начальником 22-го корпусного авиационного отряда. Василий Александрович в 1915 году был сбит в воздушном бою, раненный попал в плен к австрийцам. Из плена бежал дважды, второй побег из плена был удачным. Затем прибыл в русские войска и воевал на Румынском фронте. В начале 1918 года вступил добровольно в первую бригаду полковника Михаила Гордеевича Дроздовского и в составе добровольческого отряда под командованием полковника М. Г. Дроздовского проделал весь поход от Ясс до Новочеркасска, в начале похода был рядовым артиллеристом, а затем командиром батареи. Андреянов 23 апреля 1918 года был тяжело ранен. В Добровольческой армии Василий Александрович участвовал под командой генерала Вячеслава Матвеевича Ткачёва в организации авиации и вместе с ним совершил множество боевых вылетов. Позже эвакуировался в Галлиполи (с 1920 года), был казначеем Технического полка, полковник. Затем эмигрировал, с 1923 года в эмиграции во Франции. В Париже основал отдел Общества галлиполийцев и в 1923—1924 годах был первым председателем этого отдела, в то же время Андреянов был членом Союза военных лётчиков во Франции.
После тяжёлой болезни Василий Александрович Андреянов скончался в госпитале Некер в Париже 23 марта 1938 года.

## Андреянов в романе «Тихий Дон»
Василий Александрович Андреянов — один из героев романа известного писателя Михаила Александровича Шолохова «Тихий Дон», в 1929 году был полковником, начальником штаба в повстанческой дивизии Григория Мелехова (Книга четвёртая. Часть седьмая. Глава XV).